# Атеш, Ахмет
Ахмет Атеш (17 апреля 1917, Биреджик — 6 января 1966, Стамбул) — известный тюрколог, профессор Стамбульского университета, востоковед.

## Биография
Ахмет Атеш родился в 1917 году в городе Биреджик. Учился в Конийском лицее и окончив его поступил Стамбульского университета. После окончания, в 1939 году по наставлению профессора Хельмут Риттера поступил в докторантуру. В 1943 году Ахмет Атеш защитил диссертацию и получил степень доктора истории.
С 1944 года был редактором турецкой энциклопедии Türk Ansiklopedisi.

### Вклад в науку
Ахмет Атеш был тюркским энциклопедистом, он автор более 250 научных статей.
Проф. Стамбульского университета Ахмет Атеш высказал плодотворную гипотезу о том, что огузы были не однородным объединением, но конгломератом тюркоязычных племен, ставшим родоначальником
многих современных тюркских народностей.

### Личная жизнь
Состоял в браке с Фикрет Атеш. У них было двое детей: Эртунга Атеш (1941) и Тохтамыш Атеш (1944—2013).